# Хрвоје Класић
Хрвоје Класић (Сисак, 6. децембар 1972) хрватски је историчар.
Од 2003. је професор на одсјеку за историју Филозофског факултета Свеучилишта у Загребу. Свој рад фокусира на савремену хрватску и свјетску историју. Класић је истакнути критичар покушаја рехабилитације усташког покрета у земљи. Амбасадор је у Европском удружењу професора историје.

## Биографија

### Младост и образовање
Хрвоје Класић је рођен 6. децембра 1972. у Сиску у Социјалистичкој Републици Хрватској, једној од шест република Социјалистичке Федеративне Републике Југославије. Када је имао 18 година, тј. 1991, добровољно се пријавио у Хрватску војску током Рата у Хрватској. У интервјуу за сарајевски Дневни аваз саркастично је прокоментарисао да би, да је жртва рата, био херој у свом граду — али пошто није, неки га данас сматрају издајником. Класић је дипломирао (1997), магистрирао и докторирао на Филозофском факултету у Загребу. Радио је као професор од 1995. до 2003. у Сисачкој гимназији.

### Академска каријера
Од 2003. Класић је професор на одсјеку за историју Филозофског факултета Свеучилишта у Загребу. Поред изборних предмета везаних за историју 20. вијека, предаје предмете „1968. — узроци и посљедице”, „Европска и свјетска историја након 1945. године” и „Политика и пропаганда у 20. вијеку”, а један је од предавача предмета „Хрватска и свијет у 20. вијеку — компаратистичке теме”.

### Јавно ангажовање
Хрвоје Класић је истакнути критичар историјског ревизионизма у Хрватској, нарочито покушаја рехабилитације фашистичког усташког покрета у земљи, што га је учинило метом напада националиста. Класић је поздравио одлуку аустријских власти да забране и санкционишу јавно истицање симбола усташког покрета. Критички се односи према неуравнотеженом и негативном тумачењу југословенства, подвлачећи да та идеја има дугу историју међу хрватском интелектуалном елитом, укључујући римокатоличко свештенство почев од 15. вијека са Винком Прибојевиће, а затим и Јосипом Јурајем Штросмајером и Фрањом Рачким. Истакао је да је Рат у Хрватској почео прије међународног признања и да су се српски грађани из Петриње, Вуковара, Глине или Книна борили против хрватских грађана, што су елементи грађанског рата. По њему, други грађански сукоби, као што су Либански и Шпански грађански рат, укључивали су значајно страно мијешање што их и даље не чини искључиво агресорским ратом.
Везано за десничарску пристрасност Википедије на хрватском језику, Класић је изјавио да „постоји велика разлика” између Википедије на енглеском и хрватском. Изјавио је да повремено говори својим студентима да погледају нешто на Википедији на енглеском уколико чланак има доста академских и научних референци. Потпуно супротно је изјавио за Википедију на хрватском: „Никад не бих упутио студенте на хрватску верзију Википедије ако они желе научити нешто о хрватској повјести. И сам сам видио да је велики број чланака и тема уређено на комплетно ревизионистичком начину, са изразитим националистичким нагласком и, усудио бих се рећи, проусташким осјећајем”.